# Black Jack (film, 1990)
Black Jack är en svensk dramakomedifilm från 1990 i regi av Colin Nutley.

## Handling
Filmen utspelar sig i dansbandsmiljö i orten Hedesunda och runt Gävle i juletider. Inger återvänder till den lilla staden som ensamstående mamma. När helgen kommer går hon som så många andra svenskar ut och dansar. Även kompisarna Kaj, Lennart och Robert går ofta ut på danshaken runt Gävletrakten. Dansbandet Black Jack ingår i vänkretsen. Ledaren för dansbandet är kvinnotjusaren Tommy. Inger dras till Tommy och äventyret börjar.

## Om filmen

### Tillkomst
Skådespelaren Carl Kjellgren fick ett halvår före filminspelningen öva på att spela trummor hos en professionell dansbandstrummis. I filmen finns Gävlebocken med. Den byggdes upp i mars månad särskilt för just filmen. Inspelningsplatser är, förutom Gävle, även Årsunda och Hedesunda.

### Visningar
Filmen hade biopremiär i Sverige den 7 oktober 1990. Den släpptes på DVD 2005.
Black Jack har visats i SVT, bland annat i juni 2021 & nyårsftonen 2021.

## Medverkande
- Helena Bergström – Inger
- Carl Kjellgren – Tommy (trummis i Black Jack)
- Reine Brynolfsson – Robert
- Johannes Brost – Lennart
- Jan Mybrand – Kaj
- Ing-Marie Carlsson – Anja
- Lennart Hjulström - Ingers pappa
- Joel Pehrsson – Sigge
- Loa Falkman – Bengt Lindell
- Steve Kratz – Nisse (basist i Black Jack)
- Tomas Fryk – Kalle (keyboardist i Black Jack)
- Tony Ljungström – Mats (sångare i Black Jack)
- Dave McShane – Lasse (saxofonist och dragspelare i Black Jack)
- Christina Barklund – Kerstin (Tommys fru)
- Maria Weisby – Kicki (Nisses fru)
- Yvonne Schaloske – Eva (Lasses fru)
- Anne-Li Norberg – Lennarts kollega
- Angelica Rubertson – Eva
- Monika Ahlberg – Maria
- Kim Anderzon – besökare på danskrogen
- Eddie Axberg – besökare på danskrogen
- Leif Andrée – Lindström, ordningsvakt

## Musik i filmen
- En solskenssång, kompositör och text Peter Grundström
- Malaika, kompositör och text Adam Salim, svensk text Ingela Forsman
- För alltid din, kompositör och text Peter Grundström
- Rhythm of the Rain (Regnets rytm), kompositör och engelsk text John Gummoe, svensk text Britt Lindeborg
- Tusind røde roser (Tusen röda rosor), kompositör Arnoldus Treffers, text Frank Blicher och Ulf Georgsson
- Gläns över sjö och strand (Betlehems stjärna), kompositör Alice Tegnér, text Viktor Rydberg
- I ett lusthus, kompositör Johnny Thunqvist, text Johnny Thunqvist och Kaj Svenling
- Så nära havet, kompositör och text Christer Ericsson
- Corrine, Corrina (Corina, Corina), musikarrangör J. Mayo Williams och Bo Chatman, engelsk text Mitchell Parish
- Last Date (Aldrig igen), kompositör Floyd Cramer, text Boudleaux Bryant och Skeeter Davis, svensk text Gösta Rybrant
- Stille Nacht, heilige Nacht! (Stilla natt, heliga natt!), kompositör Franz Gruber, text Joseph Mohr, svensk text Oscar Mannström
- Alltid på väg, kompositör Michael Larsson och Mikael Wendt, text Christer Lundh
- Santa Lucia (Sankta Lucia), kompositör och italiensk text Teodoro Cottrau, svensk text (Natten går tunga fjät) Arvid Rosén svensk text (Sankta Lucia, ljusklara hägring) Sigrid Elmblad
- Sista dansen, kompositör och text Bert Månson
- En gång till, kompositör Fia Skarp, text Fia Skarp, Anna Westring, Lena Andersson och Ulla Andersson
- Inget stoppar oss nu (I natt i natt), kompositör Lasse Holm, text Ingela Forsman
- I'll Make It All Up to You, kompositör och text Charlie Rich, sång Jerry Lee Lewis
- Dagen är kommen (O kom, låt oss tillbedja), kompositör och text John Wade ny text 1974 Eva Norberg-Hagberg
- Säg att vi ses, kompositör och text Lasse Holm
- Dansa hela natten, kompositör och text Keith Almgren
- Jul, jul, strålande jul, kompositör Gustaf Nordqvist, text Edvard Evers
- En sång i mitt hjärta, kompositör och text Mona Gustafsson
- Har den äran
- Lycka för mej, kompositör Magnus Persson och Helene Persson, text Ingela Forsman, sång Lotta Engberg
- Great Balls of Fire, kompositör Jack Hammer, text Jack Hammer och Otis Blackwell, sång Jerry Lee Lewis
- Nu tändas tusen juleljus, kompositör och text Emmy Köhler
- Rock 'n' roll är du, kompositör och text Lasse Holm
- Waiting for the Morning (Väntar ännu på den morgon), kompositör Jon Terje Rovedal, engelskspråkig text Jon Terje Rovedal, Jan Thoreby, Lars Kilevold och Eivind Rølles, svensk text Susanne Alfvengren, sång Kikki Danielsson